# Mérignies
Mérignies is een gemeente in het Franse Noorderdepartement (Frans: département du Nord) (regio Hauts-de-France). De gemeente telde op 1 januari 2022 3.476 inwoners en maakt deel uit van het arrondissement Rijsel.

## Geografie
De oppervlakte van Mérignies bedroeg op 1 januari 2022 8,61 vierkante kilometer; de bevolkingsdichtheid was toen 403,7 inwoners per km².

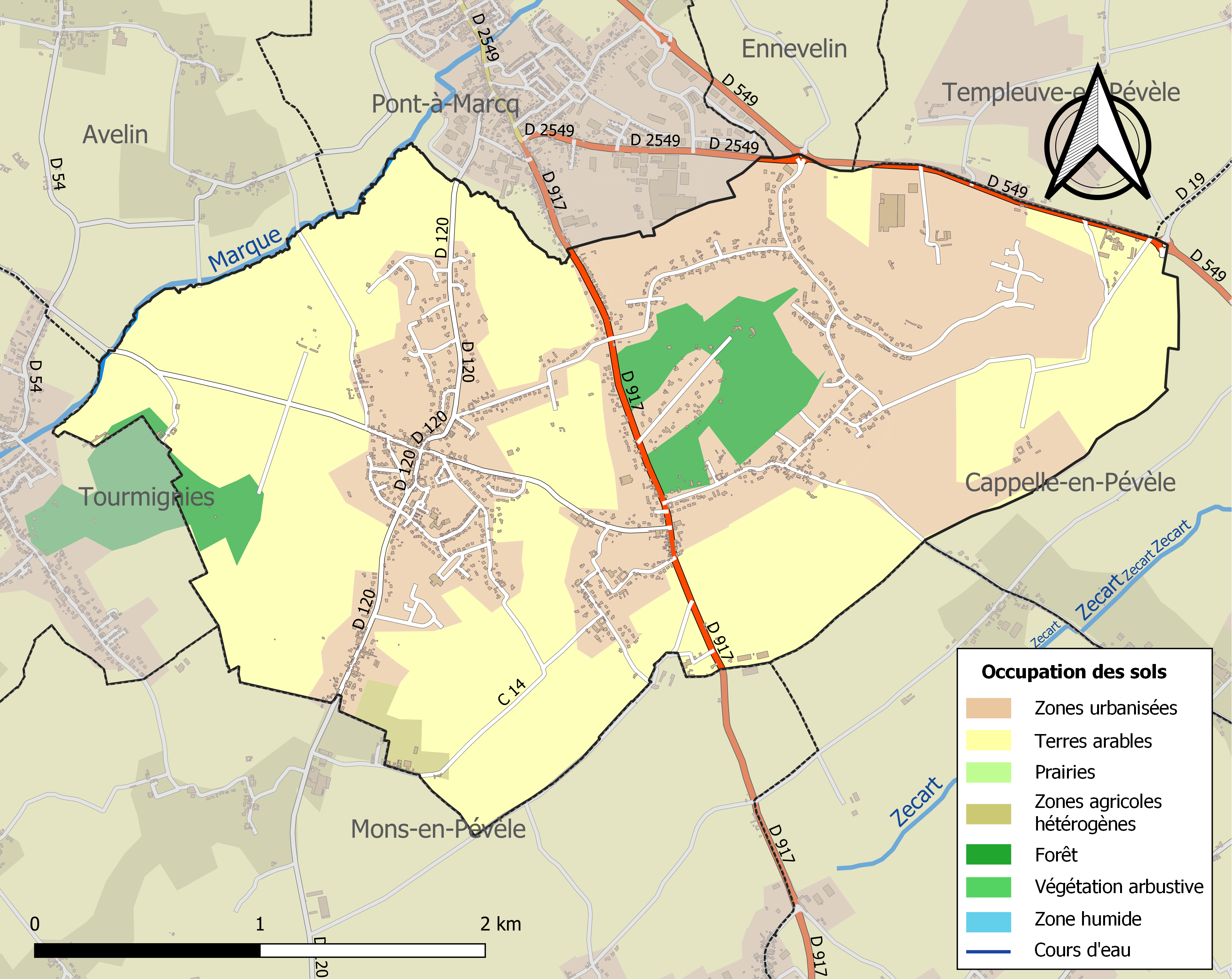
Kaart van de gemeente met belangrijkste infrastructuur, bodemgebruik en omliggende gemeenten

## Bezienswaardigheden
- De Église Saint-Amand
- Op het kerkhof van Mérignies bevindt zich een Brits militair perk met 12 gesneuvelden uit de Tweede Wereldoorlog.

## Demografie
Onderstaande figuur toont het verloop van het inwonertal (bron: INSEE-tellingen).